# بلایند ویلی جانسون
بلایند ویلی جانسون (انگلیسی: Blind Willie Johnson؛ ۲۲ ژانویهٔ ۱۸۹۷ – ۱۸ سپتامبر ۱۹۴۵) یک موسیقی‌دان اهل ایالات متحده آمریکا بود.